# Дерман, Эмануэль
Эммануэль Дерман (англ. Emanuel Derman, род.3 июля 1945 [prabook.com/web/emanuel.derman/846769]) — финансовый аналитик, бизнесмен и писатель. Больше всего известен как соавтор модели Блэка-Дермана-Тоя и автор книги «Карьера финансового аналитика: от физики к финансам».

## Биография
Дерман получил степень бакалавра в Университете Кейптауна. После переезда в США в 1964 году, защитил диссертация по теоретической физике в Колумбийском Университете в 1973 году. В период с 1973 по 1980 занимался исследованиями в области физики элементарных частиц в Университете Пенсильвании, Университете Рокфеллера и Университете Колорадо.
С 1980 по 1985 работает в AT&T Bell Laboratories, где занимался разработкой языка программирования для бизнес-моделирования.
В 1985 году Дерман устроился на работу в Goldman Sachs в подразделение по работе с облигациями, где стал одним из разработчиков модели поведения мгновенной процентной ставки Блэка-Дермана-Тоя.
Покинул Goldman Sachs в конце 1988 года и устроился на работу в Salomon Brothers , где руководил исследованиями в области ипотек с изменяемой процентной ставкой.
С 1990 вновь работает в Goldman Sachs, где управляет группой финансовых стратегий в отделе по работе с акциями. Занимался изучением моделей локальной волатильности и эффекта «улыбки волатильности». Является одним из авторов модели локальной волатильности Дермана-Кани. Был назначен управляющим директором в 1997 году. Закончил карьеру в Goldman Sachs в 2002 году.
Начиная с 2002 года, Дерман занимает должность профессора в Колумбийском Университете, где преподаёт курс по финансовой инженерии. Также работает директором по управлению рисками в фонде фондов Prisma Capital Partners.
В 2000-м Международная ассоциация финансовых инженеров (IAFE) присвоила Эммануэлю Дерману звание финансового инженера года, в 2002-м по представлению журнала Risk его имя было внесено в Зал славы.
Автор множества статей на темы волатильности и природы финансовых моделей. Начиная с 1995 года, Дерман написал несколько статей, описывающих принципиальную разницу между физическими и финансовыми моделями. По его мнению, модели в физике используются в основном для предсказании будущего на основании настоящего либо для предсказания ещё не открытых феноменов, в то время как модели в финансах — для того, чтобы оценить стоимость менее ликвидных активов на основании более ликвидных; модели в физике базируются на объективных показателях, в то время как модели в финансах — на субъективных. «В физике может быть Теория Всего, в финансах и социальных науках нам повезёт, если есть полезная теория хоть чего-нибудь.»
Дерман вместе с Полом Вилмотом (Paul Wilmott) написал Манифест финансового инженера, содержащий набор принципов (в том числе этических), которыми должен руководствоваться разработчик финансовых моделей.
С февраля 2011 по июль 2012, вёл финансовый блог для Reuters. Начиная с сентября 2012 года, Дерман является постоянным автором газеты Frankfurter Allgemeine Zeitung.

## Книги, изданные на русском языке
- Эманьюэл Дерман. Карьера финансового аналитика: от физики к финансам = My Life as a Quant: Reflections on Physics and Finance. — М.: Диалектика, 2007. — 320 с. — ISBN 5-8459-1112-4.